# Ніко Отт
Ніко Отт (нім. Niko Ott, 9 липня 1945) — німецький академічний веслувальник.
Олімпійський чемпіон 1968 року в складі вісімки.